# Torsiebalans
De torsiebalans is een wetenschappelijk meetinstrument voor het meten van zeer zwakke aantrekkende of afstotende krachten. De uitvinding van de torsiebalans wordt vaak toegeschreven aan Charles-Augustin de Coulomb, die haar in 1777 uitvond, maar ook John Michell vond onafhankelijk van Coulomb een vergelijkbaar instrument uit.

## Balans van Coulomb

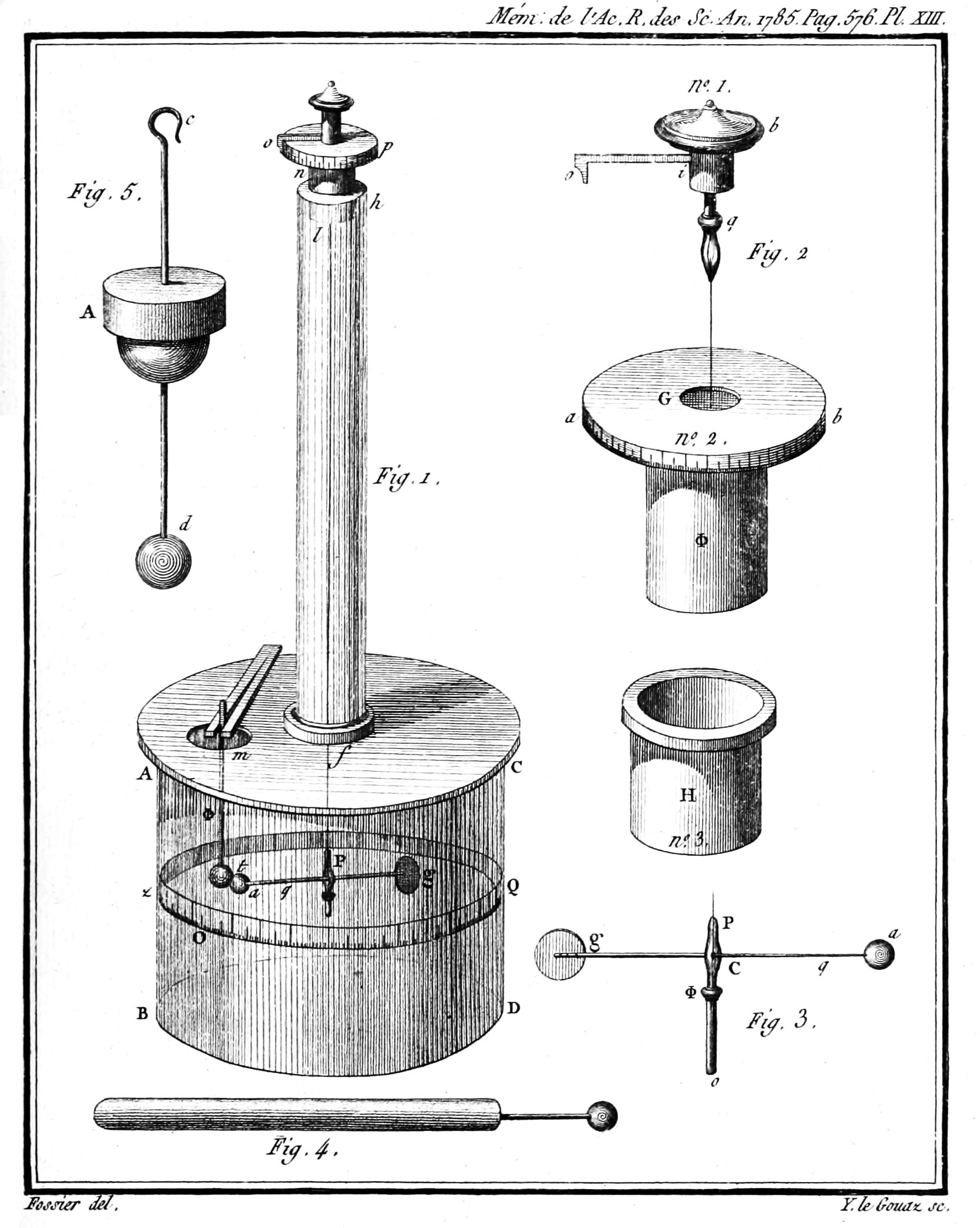
Torsiebalans van Coulomb

Coulomb ontwikkelde de torsiebalans om de elektrostatische kracht tussen ladingen te meten en wist zo zijn wet van Coulomb vast te stellen.
De torsiebalans van Coulomb bestaat uit een metalen bol die aan horizontale staaf met tegengewicht is opgehangen aan een dunne metalen draad. Een tweede metalen bol is verbonden met een buiten het instrument uitstekende elektrode. Het geheel bevindt zich in een glazen omhulsel om verstoringen van buitenaf te voorkomen.
Door met een geladen voorwerp de elektrode aan te raken, zal de bol de lading overnemen. Deze geladen bol zal door influentie in de draaibaar opgehangen bol een tegengestelde lading induceren. Door krachtwerking wordt de draaibare bol aangetrokken en zal gaan draaien waarbij de ophangdraad getordeerd wordt. Hierdoor ontstaat in de ophangdraad een wringend moment dat de draaiing tegenwerkt. Het systeem zal ten slotte tot rust komen in een evenwichtspositie, die afgelezen kan worden op een schaal. De uitwijking is een maat voor de lading op de bol.
De ontwikkeling van het torsieprincipe in de balans van Coulomb leidde tot het gebruik in andere wetenschappelijke instrumenten, zoals de galvanometer en de radiometer van Nichols, die de stralingsdruk van licht meet.

## Cavendish-experiment
In 1798 werd door Henry Cavendish met een torsiebalans voor het eerst de gravitatiekracht tussen twee massa's gemeten toen hij de gemiddelde dichtheid van de aarde bepaalde. Later werd hieruit door andere wetenschappers de gravitatieconstante en de massa van de aarde afgeleid.
Het apparaat dat Cavendish hiervoor gebruikte, was reeds eerder ontworpen en gebouwd door de geofysicus John Michell, maar deze overleed nog voordat het met het experiment kon beginnen. Het apparaat werd in kratten naar Cavendish verstuurd, die het experiment van Michell succesvol voltooide en de resultaten in de Philospohical Transactions of the Royal Society publiceerde.
Nog steeds worden soortgelijke torsiebalansen gebruikt in natuurkundige proeven bij het onderzoek naar gravitatiekrachten.